# EIF2B2
EIF2B2 (англ. Eukaryotic translation initiation factor 2B subunit beta) – білок, який кодується однойменним геном, розташованим у людей на короткому плечі 14-ї хромосоми. Довжина поліпептидного ланцюга білка становить 351 амінокислот, а молекулярна маса — 38 990.
| 10         |  | 20         |  | 30         |  | 40         |  | 50         |
| ---------- |  | ---------- |  | ---------- |  | ---------- |  | ---------- |
| MPGSAAKGSE |  | LSERIESFVE |  | TLKRGGGPRS |  | SEEMARETLG |  | LLRQIITDHR |
| WSNAGELMEL |  | IRREGRRMTA |  | AQPSETTVGN |  | MVRRVLKIIR |  | EEYGRLHGRS |
| DESDQQESLH |  | KLLTSGGLNE |  | DFSFHYAQLQ |  | SNIIEAINEL |  | LVELEGTMEN |
| IAAQALEHIH |  | SNEVIMTIGF |  | SRTVEAFLKE |  | AARKRKFHVI |  | VAECAPFCQG |
| HEMAVNLSKA |  | GIETTVMTDA |  | AIFAVMSRVN |  | KVIIGTKTIL |  | ANGALRAVTG |
| THTLALAAKH |  | HSTPLIVCAP |  | MFKLSPQFPN |  | EEDSFHKFVA |  | PEEVLPFTEG |
| DILEKVSVHC |  | PVFDYVPPEL |  | ITLFISNIGG |  | NAPSYIYRLM |  | SELYHPDDHV |
| L          |  |            |  |            |  |            |  |            |

A: Аланін

C: Цистеїн

D: Аспарагінова кислота

E: Глутамінова кислота

F: Фенілаланін

G: Гліцин

H: Гістидин

I: Ізолейцин

K: Лізин

L: Лейцин

M: Метіонін

N: Аспарагін

P: Пролін

Q: Глутамін

R: Аргінін

S: Серин

T: Треонін

V: Валін

W: Триптофан

Кодований геном білок за функцією належить до факторів ініціації. 
Задіяний у такому біологічному процесі, як біосинтез білків. 